# 雷家镇
雷家镇，原为雷家乡，是中华人民共和国四川省资阳市简阳市下辖的一个乡镇级行政单位。2019年12月，撤销望水乡、雷家乡，设立雷家镇，以原望水乡和原雷家乡所属行政区域为雷家镇的行政区域，雷家镇人民政府驻永府街137号。

## 行政区划
雷家镇下辖以下地区：
碑湾村、发青村、高嘴村、金家村、金竹村、九龙滩村、天星井村、团山村、响坛村和宰龙坳村。